# アラ駅
座標: 北緯37度35分32秒 東経126度42分48秒 / 北緯37.59222度 東経126.71333度
アラ駅（アラえき）は、大韓民国仁川広域市西区にある仁川交通公社1号線の駅。駅番号は(I109)。「アラ（아라）」という駅名は、駅の所在地がアラ洞であることが起因している。なお、アラという地名は京仁アラベッキルに由来しているが、実際には桂陽駅の方が近い。アラはアリランの歌詞から取られた固有語である。
副駅名に「北部法院・検察庁」が付与されている。これは駅周辺に仁川地方法院北部支院と仁川地方検察庁があるため。

## 駅構造
- 相対式ホーム2面2線の地下駅。

## 駅周辺
- 仁川地方法院北部支院
- アラ洞行政福祉センター
- 仁川アラム初等学校
- 仁川イウム初等学校
- 仁川イウム中学校

## 歴史
- 2024年1月3日：駅名決定[2]。
- 2025年6月28日：開業[3][4]。

## 隣の駅
仁川交通公社
●1号線
新黔丹中央駅 (I108) - アラ駅 (I109) - 桂陽駅 (I110)